# 로마 공화국 (1849년~1850년)
로마 공화국(이탈리아어: Repubblica Romana)은 1848년에 세워졌던 공화국이며, 제2 로마 공화국이라고도 불린다. 1848년 11월에 교황청 장관중 하나이었던 펠레그리노 로시가 암살당하자 교황 비오 9세는 로마에서 탈출하였다. 1849년 초, 로마 공화국을 선포하기 위한 제헌 의회를 구성하기 위해 선거를 실시하였고, 2월 9일에 로마 공화국의 건국을 선포하였다. 3월 초에는 주세페 마치니가 로마에 도착하여 수상에 취임한다. 4월에 프랑스 군대가 로마로 파견되었다. 처음에는 교황과의 갈등을 중재하는 듯했으나, 교황을 복위시키기로 결정한다. 두 달간의 공성전 이후 로마는 6월 29일에 함락되었고 교황은 로마로 돌아온다. 가리발디와 마치니는 도망쳤다.

## 지도자
- 주세페 마치니 (1849년)

## 같이 보기
- 제1차 이탈리아 독립 전쟁